# Ахалтекинская лошадь
Ахалтеки́нская ло́шадь, или ахалтеки́нец (туркм. Ahal-teke aty), — верховая порода лошадей, выведенная на территории современного Туркменистана (Ахал-Теке).
Это древнейшая из культурных пород, оказавшая влияние на многие породы — арабскую, чистокровную верховую (или английскую скаковую, англ. Thoroughbred) и другие. Относится, наряду с арабской, к числу чистокровных пород, так как является эталонной верховой лошадью и на протяжении 5000 лет не имела скрещиваний с другими породами. Хорошо приспособлена к сухому жаркому климату и прекрасно акклиматизируется в других условиях. В литературе встречаются названия Ахал-текинская, текинская или туркменская лошадь.

## Общая характеристика
Ахалтекинская лошадь имеет необычный экстерьер. Внешний вид этой породы кардинально отличает её от других пород лошадей. Ахалтекинцы имеют достаточно крупный рост (в среднем около 160 см в холке у жеребцов), чрезвычайно сухую конституцию. Ахалтекинских лошадей по формам сравнивают с борзыми собаками или гепардом. Во всём облике преобладают длинные линии. Другие промеры жеребцов: косая длина туловища — 160—165 см, обхват груди — 175—190 см, обхват пясти — 19—20 см.
Грудь глубокая, овальной формы, с длинными ложными рёбрами. Холка высокая и длинная, хорошо обмускулена. Спина и поясница длинные. Круп немного покатый, широкий и длинный, с хорошо развитой мускулатурой, хвост низко посажен. Ноги длинные и тонкие, с хорошо развитыми суставами и небольшими крепкими копытами. Очень своеобразны формы головы и шеи. Голова имеет прямой или горбоносый профиль, иногда со слегка выпуклым лбом, лицевая часть её утончённая и удлинённая. Уши длинные, тонкие, довольно широко расставленные. Глаза большие, выразительные, но имеют необычную удлинённую, немного раскосую форму («азиатский глаз»). Шея имеет высокий постав, тонкая, длинная, прямая или S-образной формы (часто наблюдается так называемая «оленья» шея) с длинным затылком.
Кожа тонкая, и сквозь неё легко проступает сетка кровеносных сосудов. Волосяной покров чрезвычайно тонок, нежен и шелковист; грива редкая и негустая, а чаще всего её и вовсе состригают, что отличает ахалтекинскую лошадь от других пород лошадей. Темперамент пылкий.
Масти разнообразные, помимо основных и самых распространённых — гнедой, вороной, рыжей и серой — встречаются редкие буланая, соловая, изабелловая, караковая, бурая. Могут присутствовать белые отметины на ногах и морде. Для всех мастей характерен яркий золотистый или серебристый отблеск шерсти. 

## Происхождение названия
Современное название было дано породе по месту, где эти лошади были сохранены в чистоте в оазисе Ахал, тянущемся вдоль северного подножия Копет-Дага от Бахардена до Артыка, который населяло туркменское племя теке (или текинцев). Таким образом, дословно «ахал-теке» — это лошадь племени теке из оазиса Ахал. Под этим именем порода стала известна в Российской империи после завоевания Туркменистана и особенно в советские годы. Аналогично название этой породы, с которой европейцы заново познакомились в XX веке, звучит и в других языках, например: англ. Akhal-Teke, фр. Akhal-Teke, нидерл. Akhal-Teke, нем. Achal Tekkiner, швед. Achaltekeer и т. д.

## Особенности породы

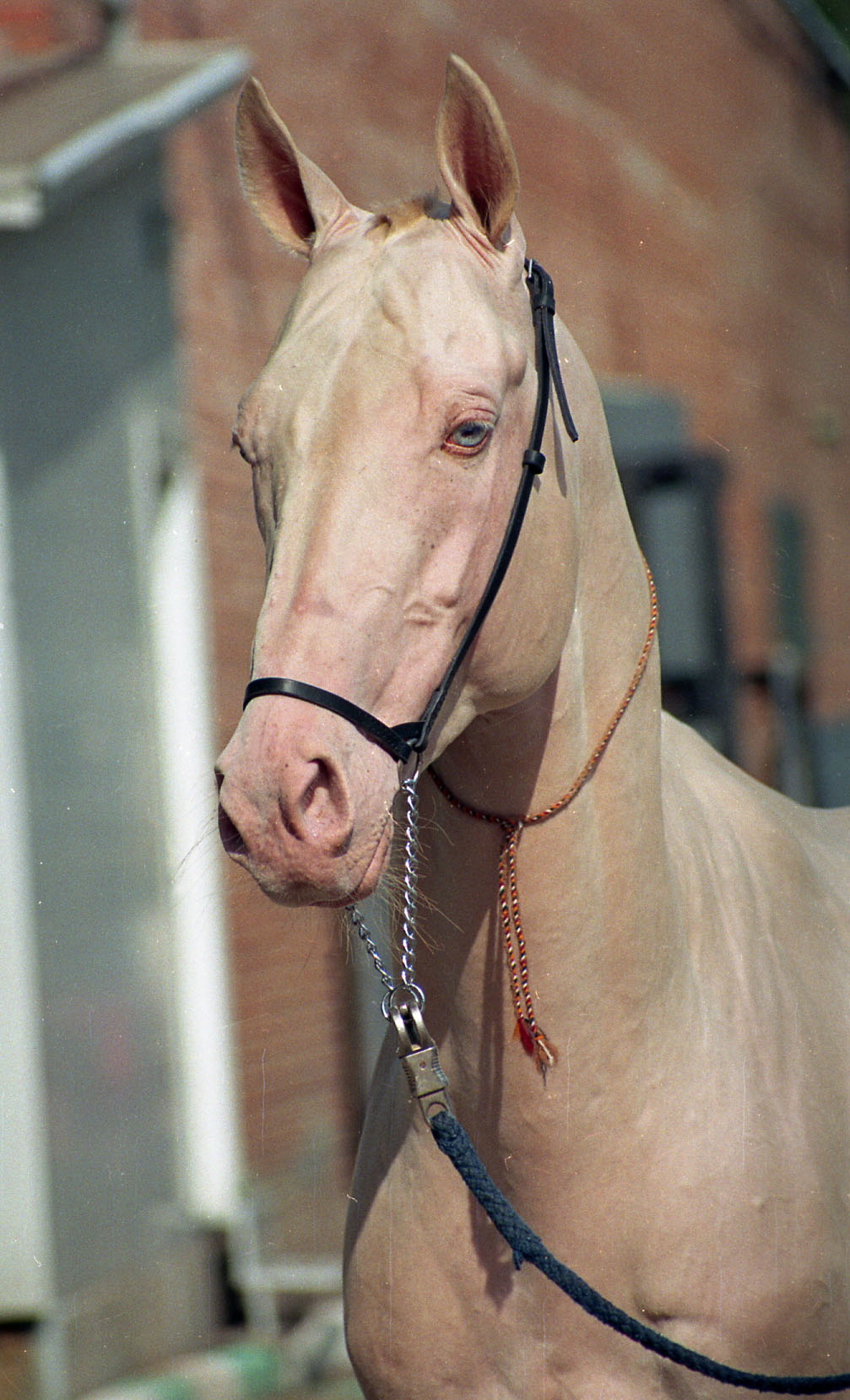
Ахалтекинская лошадь изабелловой масти

На породу оказал влияние тот уклад жизни, который был присущ туркменам. Особенности кормления, традиционного тренинга и использования — сочетание резвых скачек на короткие дистанции и длинных изнурительных походов — всё это сказалось на экстерьере и интерьере (внутренних особенностях) породы: лошади стали поджарыми и сухими, без лишнего жира, необыкновенно выносливыми и не требовательными к количеству (и к качеству) пищи.
Ахалтекинская лошадь очень хороша для верховой езды, её движения эластичны и не утомительны для всадника. При этом грубость или пренебрежение ранят ахалтекинца гораздо сильнее, чем многих других лошадей. Как и все чистокровные лошади, ахалтекинская порода никак не соответствует роли «спортивного снаряда», выполняющего любые требования всадника, он требует особого подхода. Поэтому многие спортсмены, привыкшие к более флегматичным и безотказным полукровным лошадям, считают ахалтекинцев тяжёлыми в работе. Но в руках умного и терпеливого всадника ахалтекинская лошадь способна показывать высокие спортивные результаты.
Будучи потомками диких и одомашненных лошадей, которые выращивались в условиях суровой пустыни и жили в песках Каракумов, ахалтекинцы не могли не унаследовать от своих предков невероятную выносливость и приспособленность к окружающим условиям. Именно условиям вязких песков ахалтекинцы обязаны своим необычным аллюрами: во время движения шагом и рысью, кажется, что лошадь плавно плывёт над землёй, не касаясь её ногами. Такой способ передвижения помогал ахалтекинцам с лёгкостью ходить даже по зыбучим пескам.
Несмотря на свою тонкую нежную кожу и очень короткую шерсть, ахалтекинская лошадь может переносить температуру в широком диапазоне — от −30 до +50 °C, а также серьёзные перепады температур.
Внешняя хрупкость породы скрывает невероятную выносливость. Как повествуют историки, были случаи, когда раненый в бою сабельным ударом ахалтекинец уносил на своей спине двух взрослых мужчин, уходя с ними по зыбучим пескам. В современной истории лошади ахалтекинской породы неоднократно совершали рекордные многодневные походы и спортивные пробеги. Самый знаменитый пробег на ахалтекинцах состоялся в 1935 году по маршруту Ашхабад—Москва. Это расстояние было пройдено за 84 дня, причём пески Каракумов всадники преодолели за три дня без остановки на еду, питьё или сон. Все лошади остались здоровы и дошли до Москвы. Победителем того пробега стал буланый жеребец Тарлан.
Как настоящие лошади пустыни, ахалтекинцы легко переносят жажду.

## История
Ахалтекинская лошадь — результат труда многих поколений коневодов в области селекции, наследие коневодческих культур древности. Арминий Вамбери, путешествовавший по Средней Азии в XIX веке, писал:
Эти красивые животные стоят всех потраченных на них трудов… В самом деле существа удивительные, ценимые сынами пустыни дороже жён, дороже детей, дороже собственной жизни. Рассказы об их беге и выносливости вовсе не преувеличены.

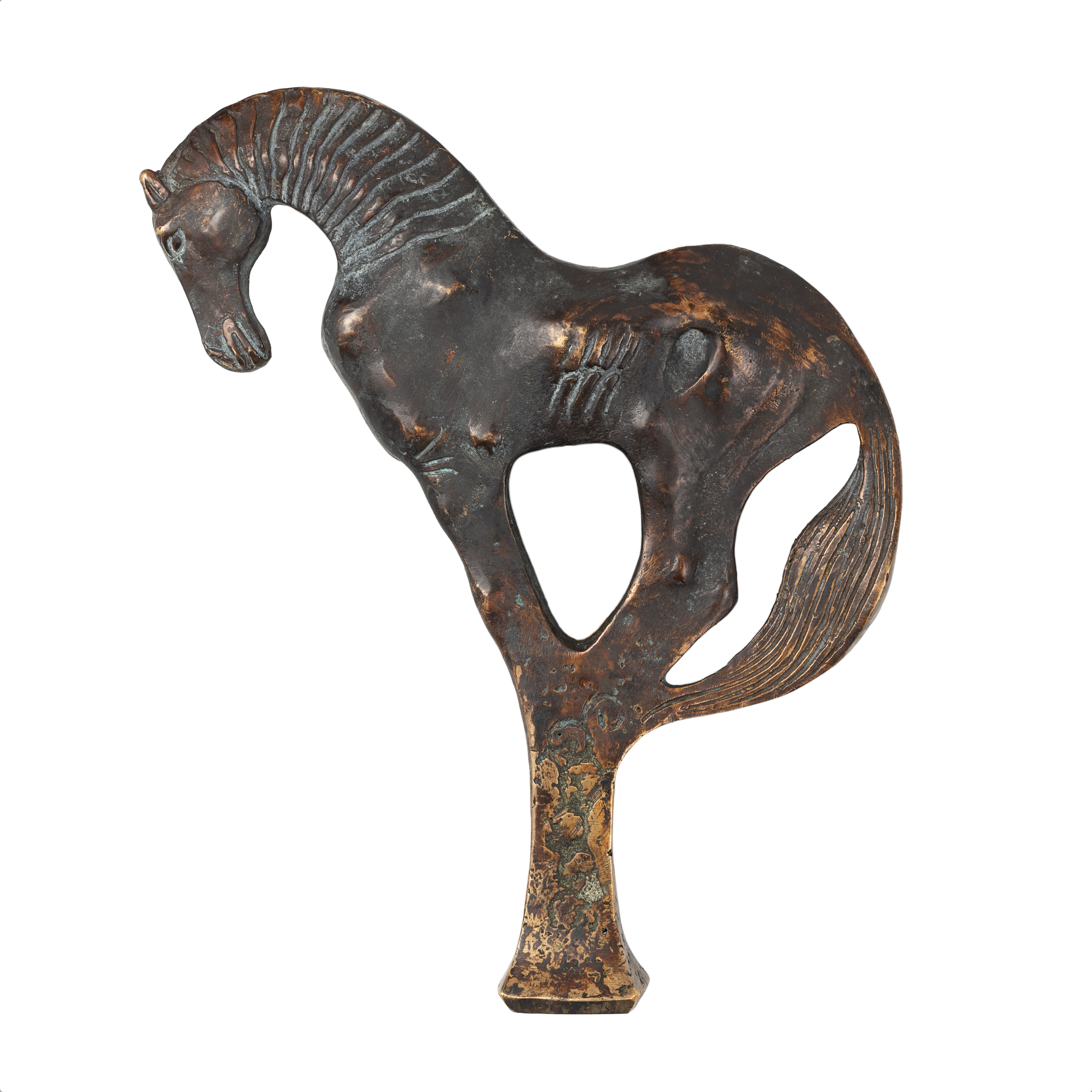
Древнее бронзовое навершие Ахалтекинского коня [https://bb.lv/statja/tehno/2020/05/12/nebesnye-koni

История этой породы начинается в далёкой древности, в те времена, когда многочисленные ираноязычные народы, населявшие территорию Средней Азии, начали выводить лошадей, которые превосходили бы всех прочих по силе и красоте. У них существовал настоящий культ коня. Напротив, соседствовавшие с иранцами древние цивилизации долгое время не имели лошадей, и лошади в Месопотамию, Древний Египет и другие страны Ближнего Востока и Средиземноморья проникали со стороны Средней Азии и Закавказья.

В китайских источниках древний Давань (Фергана II в. д.э.) славилась на весь мир своими скакунами. Не случайно Давань называли страной «небесных скакунов». Ферганские скакуны происходили от скакунов, принадлежавших самим богам. По стати, красоте бега, резвости и выносливости не было им равных. Все знатоки лошадей, в том числе соседних и дальних народов, считали, что нет более ценного товара и более ценного подарка, чем ферганские скакуны. Согласно народной легенде: 
Нынешние, известные на весь мир, ахалтекинские скакуны туркменов, — это потомки тех даваньских скакунов. Изображения «небесных скакунов» до сегодняшнего дня сохранились на скалах Ферганской долины.
Во времена античности мнение о коневодстве Средней Азии можно составить по высказываниям греческих и римских историков и географов. Геродот сообщал: «Есть в Мидии равнина Несея, где водятся величественные кони». Под Несеей, по-видимому, подразумевалась нынешняя Нишапурская равнина в сопредельных с Туркменистаном районах северного Ирана. Другие авторы отмечают, что несейские кони были лучшими в мире, и на них ездили персидские цари.

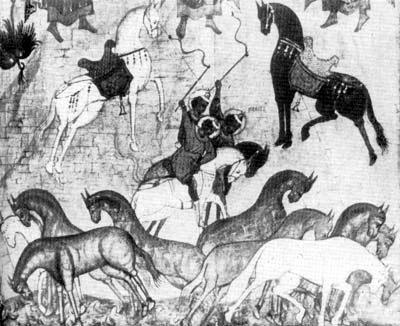
Изображение лошадей восточного типа на новгородской иконе

В последующие эпохи эти лошади появляются под другими именами, но внимательное изучение показывает, что это была одна и та же порода, переходившая по наследству от старых культур к новым. Преемственность прослеживается даже по характерным мастям. Так, Геродот отмечал, что «Ниса (столица Парфии) всех лошадей имеет жёлтых», а лошади, которых нашли воины Александра Македонского на территории нынешнего[когда?] Туркменистана, были «белой и радужной масти, а также цвета утренней зари». По-видимому, для древних иранцев золотистая масть имела сакральный смысл, ведь конь посвящался божеству солнца.
В старину в России ахалтекинец был известен под именем аргамак — впрочем, так называли любую лошадь восточной породы. Ахалтекинская кровь течёт во многих российских породах — особенно в донской и русской верховой. Огромен её вклад и в коневодство Востока и Запада, а советский учёный Т.Рябова отмечала:
Все культурное коневодство Азии — от Великой Китайской стены и берегов Инда до Египта на протяжении многих веков складывалось под непосредственным влиянием туркменских лошадей.
Считают, что именно ахалтекинцы были среди предков чистокровной верховой породы, начиная с XIX века занимающей первое место по влиянию на другие породы. В истории формирования арабской породы также прослеживается ахалтекинское влияние (правда, в те давние времена современного названия «ахалтекинец» ещё не существовало). По словам крупнейшего советского ипполога В. О. Витта, ахалтекинская порода — это «золотой фонд культурной верховой лошади всего мира, последние капли того источника чистой крови, который создал всё верховое коннозаводство».
В Средневековье в Средней Азии утвердились тюркские племена. Прошли века, и многие районы Средней Азии заговорили по-тюркски, но сами пришельцы при этом многое восприняли из культуры аборигенов и смешались с ними. Те же современные туркмены в антропологическом типе имеют многие черты древнего иранского населения. От древних бактрийцев и парфян унаследовали туркмены и замечательную породу, которую сохранили в чистоте и во всех её лучших качествах.
Туркмены были большими любителями скачек и относились к подготовке лошадей со всей серьёзностью. Опыт в этом деле передавался из поколения в поколение. Советские учёные, исследовавшие ахалтекинскую породу, отмечали, что система тренировки туркменских тренеров-сейисов имела много общего с системой подготовки чистокровных верховых лошадей к скачкам на ипподромах Европы. Фактически ахалтекинец — одна из самых резвых пород мира, и весь склад этой лошади выдаёт в ней прирождённого скакуна.

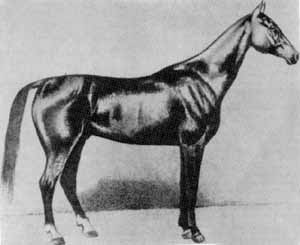
Самый знаменитый ахалтекинец Бойноу (р. 1885)
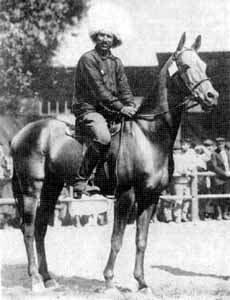
Сын Бойноу Мелекуш (р. 1909)

В советское время ахалтекинскую породу лошадей разводили не только в Туркменской ССР, но и на территории Казахской ССР и РСФСР. В тот период селекционная работа с породой была направлена прежде всего на существовавшие тогда некоторые недостатки экстерьера, а также на увеличение роста.
Сегодня[когда?] Россия обладает основным и качественно лучшим поголовьем лошадей ахалтекинской породы. Ахалтекинцев разводят в конных заводах Ставропольском № 170, имени Владимира Шамборанта «ШаЭль», в ряде заводов Дагестана, Калмыкии и Московской области.
Сегодняшняя[когда?] ахалтекинская лошадь отличается от тех, что были 100, 300 и 1000 лет назад лишь более крупным ростом и более правильным телосложением. Все уникальные особенности породы, как внешние, так и внутренние были сохранены.

## Использование

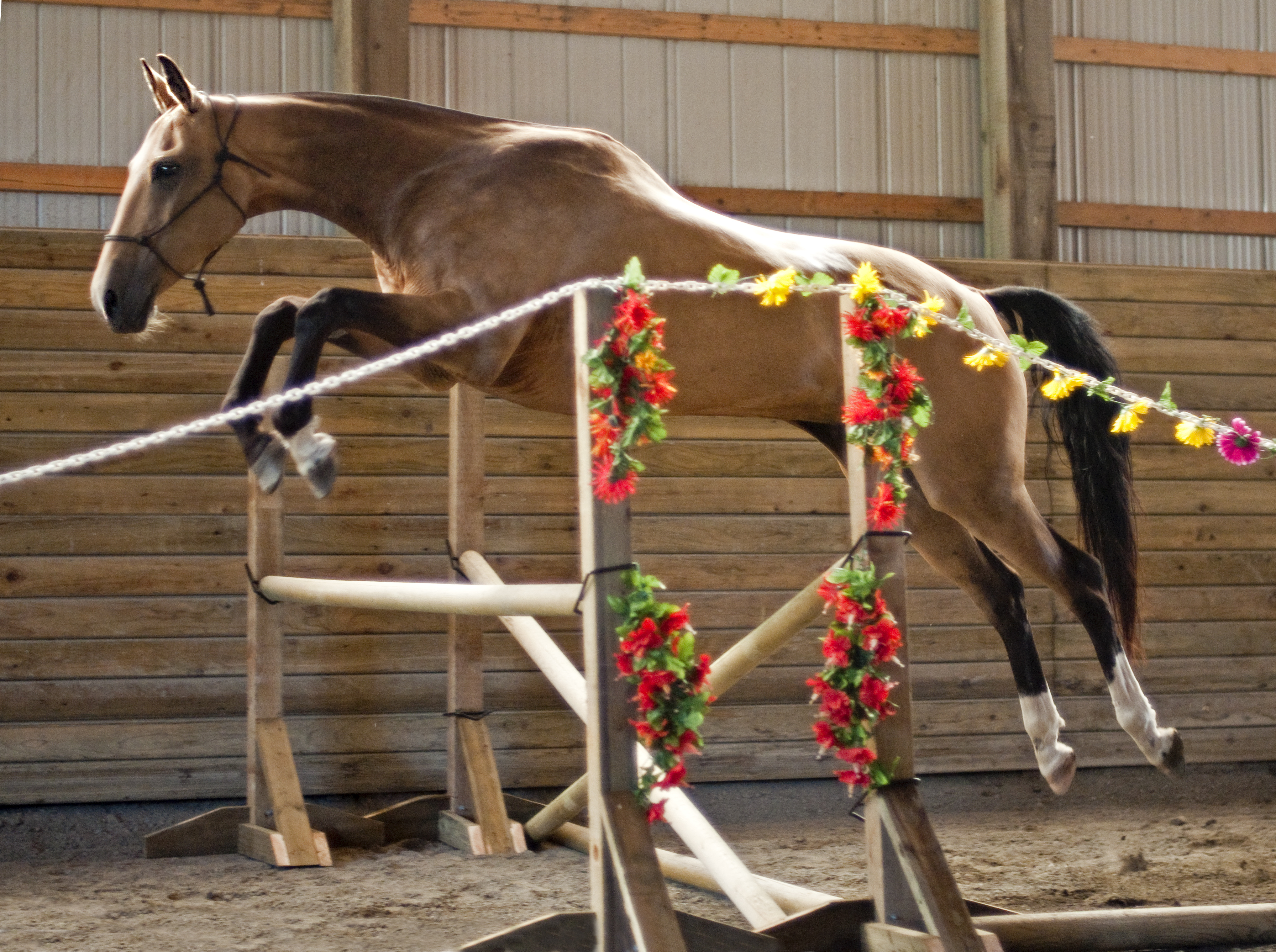
Ахалтекинская лошадь на соревнованиях

Ахалтекинская лошадь, как верховая порода, имеет огромный потенциал, применимый во многих видах конного спорта. Скачки ахалтекинских лошадей были упорядочены с образованием СССР. Для скачек ахалтекинских лошадей были установлены все классические призы и все возрастные и половые группы, которые общеприняты в скачках чистокровных верховых лошадей. Это прежде всего приз «Дерби», основной приз для всех испытываемых на ипподромах лошадей, и все традиционные призы, где меняется лишь название, а дистанция остаётся классической, разработанной ещё в Англии.
Все основные призы, в том числе и «Всероссийское Дерби» для ахалтекинской породы проводятся на втором по величине и значимости скаковом ипподроме России — Пятигорском. Можно увидеть скачки на ахалтекинских лошадях и на Краснодарском ипподроме, а также на ипподромах Ашхабада и Ташкента. На Московском ипподроме ахалтекинские лошади впервые вышли на старт в 2005 году, когда для них был проведён розыгрыш призов «Русский Аргамак» и «Кубок имени Шамборанта».
Рекордная резвость ахалтекинцев в гладких скачках: двухлетки на 1000 м — 1 мин 03,5 с, трёхлетки на 2000 м — 2 мин 11,5 с, 2400 м — 2 мин 41,6 с.
В классических видах конного спорта ахалтекинцы также проявляют великолепный талант. Отличными конкурными спортсменами были жеребцы Араб (закончивший пробег Ашхабад — Москва на втором месте), Посман и Пентели. Особый прыжковый талант проявил именно серый Араб, преодолев на соревнованиях серьёзную для конкурной лошади высоту в 2 м 12 см.
Сын Араба вороной жеребец Абсент (Араб — Баккара 1952) прославил ахалтекинскую породу на весь мир. В 1960 году выступая в программе выездки на Олимпиаде в Риме Абсент и его всадник Сергей Филатов стали олимпийскими чемпионами. За всю олимпийскую историю выездки Абсент так и остался единственной лошадью — олимпийским чемпионом по выездке не немецкого происхождения и даже не имеющий ни капли крови немецких спортивных лошадей. Помимо звания олимпийского чемпиона Абсент также завоёвывал звание чемпиона Европы и был многочисленным победителем чемпионатов СССР. В 1964 году на Олимпиаде в Токио под седлом заслуженного мастера спорта СССР Сергея Филатова Абсент завоевал бронзовую медаль, а на Олимпиаде в Мехико уже под седлом Ивана Калиты разделил командное серебро советской сборной.
Памятник выдающемуся представителю ахалтекинской породы установлен на его родине, в Казахстане на территории Луговского конного завода.
Сегодня[когда?] ахалтекинских лошадей продолжают использовать в классических видах конного спорта, делая в основном упор именно на выездку.

## Разведение

Ахалтекинец украшает государственный герб Туркменистана

В породе культивируют линии, восходящие в основном к знаменитому скакуну XIX века Бойноу: жеребцов Мелекуш (Бойноу — Ораз Нияз Карадышлы 1909; в 1956 году был преподнесён Н. С. Хрущёвым в качестве подарка Елизавете II), Эверды Телеке и Сапар Хан. Другими основными генеалогическими линиями в современной ахалтекинской породе являются линии Гелишикли (Факир Сулу — Гезель 1949), Араба, Каплана, Кир Сакара (Алгыр — Айден 1936), Еля (Тугурбай — Елкаб 1932) и Факирпельвана (Факир Сулу — Егоза 1951).
Ахалтекинских лошадей сегодня[когда?] демонстрируют на скачках, а также шоу-рингах чемпионатов России и мира, а также на рингах крупных мероприятий, посвящённых лошадям, например, Международной конной выставке «Эквирос» в Москве. На «Эквиросе» ежегодно проводится шоу-чемпионат Кубок Мира, учреждённый конным заводом имени Владимира Шамборанта. Кубок Мира является крупнейшим событием-смотром ахалтекинской породы.
Порода культивируется во многих странах мира.

## Прочее
Ахалтекинец представлен на туркменском государственном гербе, денежных знаках Туркменистана и Республики Беларусь, а также на почтовых марках как самого Туркменистана, так и других стран.

Ахалтекинская лошадь на почтовых марках и денежных знаках
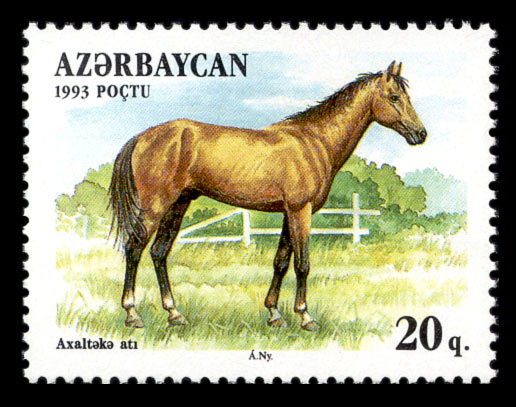
Азербайджан (1993)
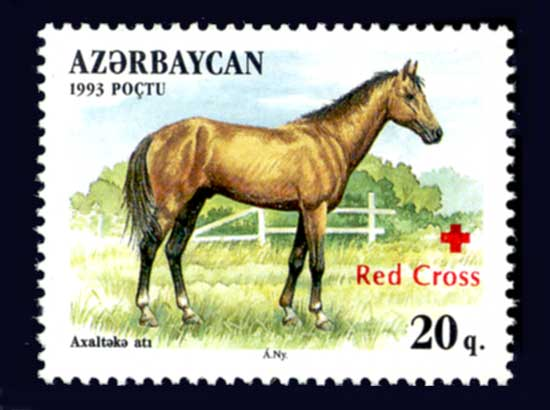
Азербайджан (1997)
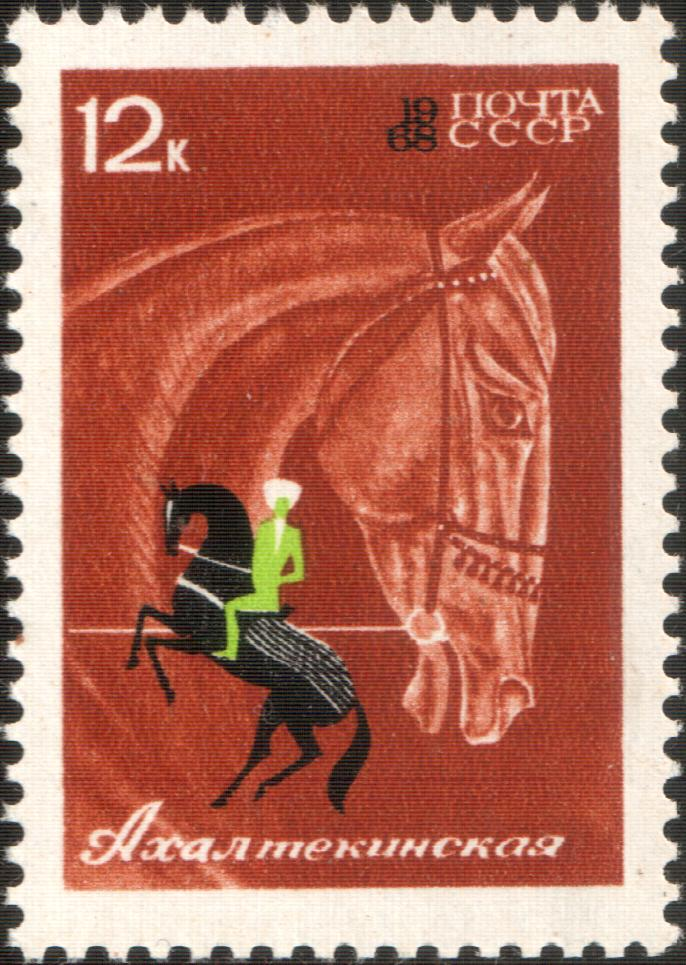
СССР (1968)
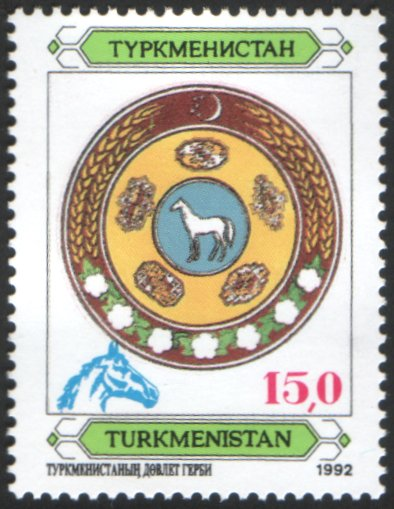
Туркменистан (1992)
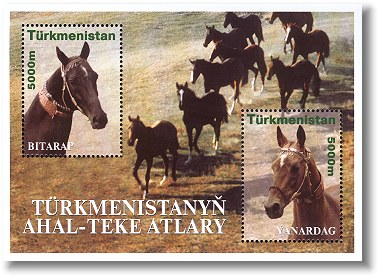
Туркменистан (2001): почтовый блок
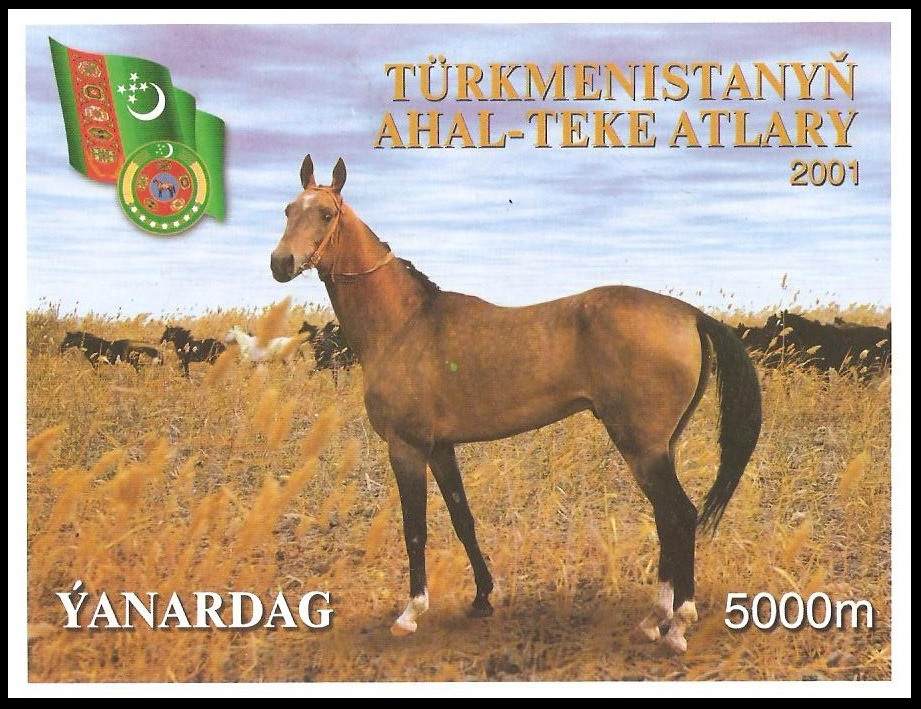
То же
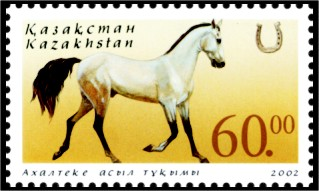
Казахстан (2002)
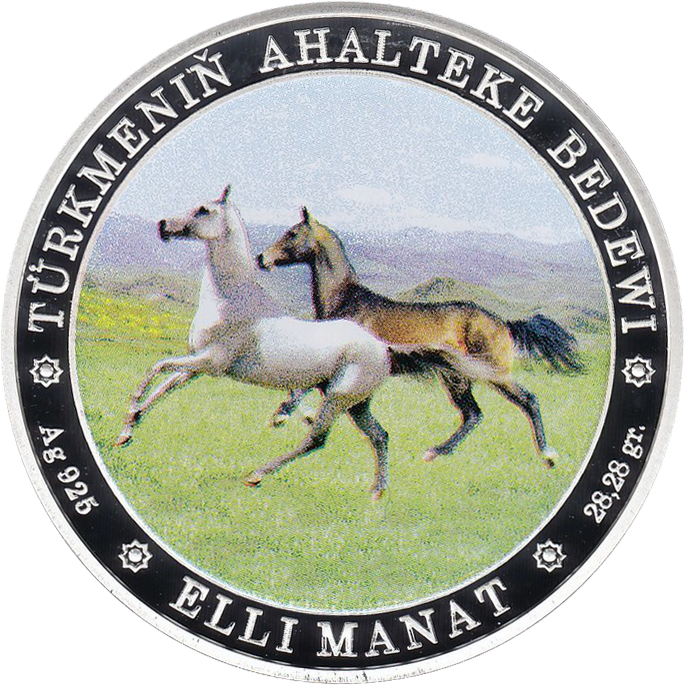
50 туркменских манатов (монета)
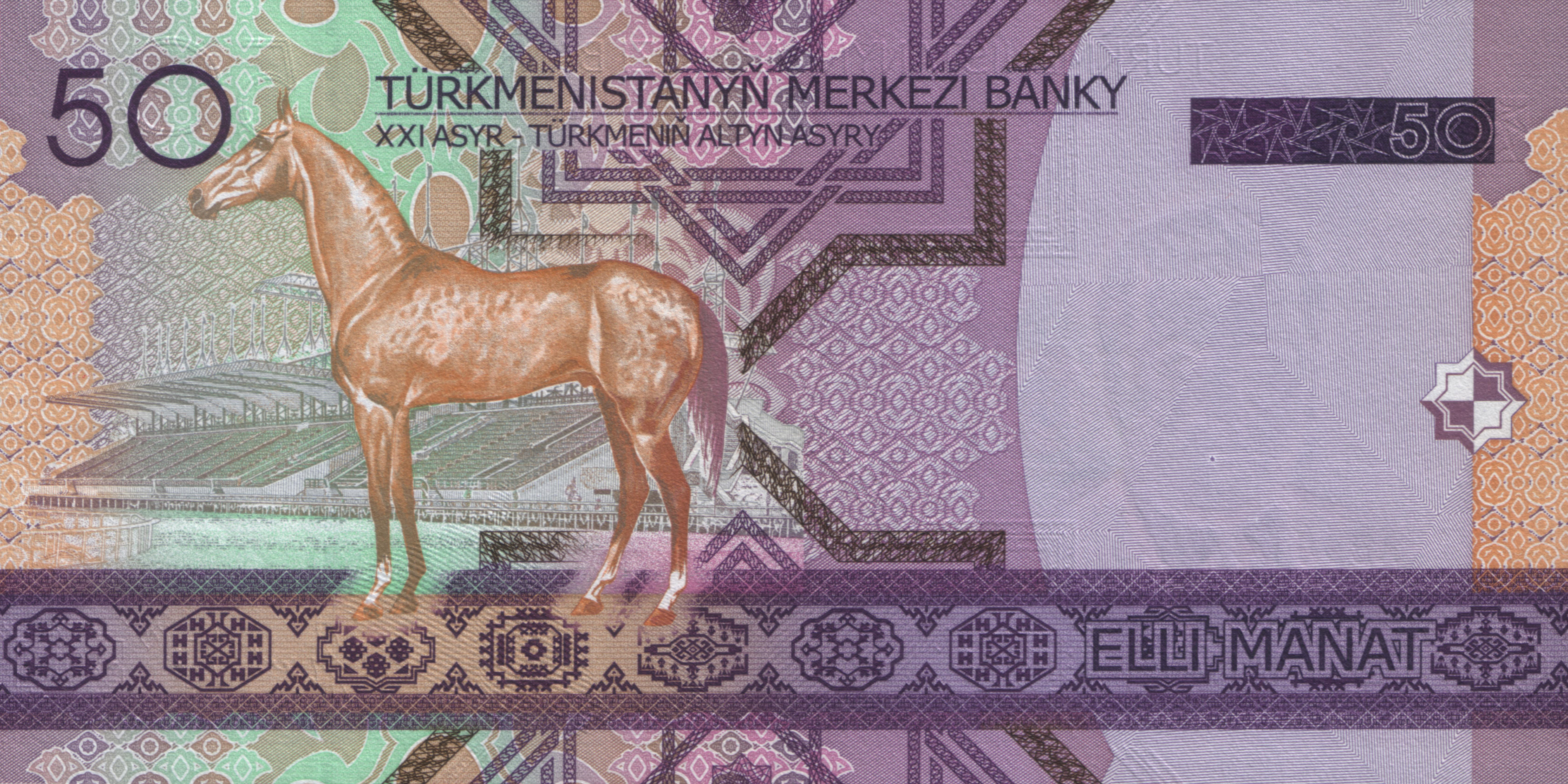
То же (банкнота)

### Памятники
В разных городах Туркменистана установлены памятники ахалтекинцам. Наибольшее количество скульптур находится в Ашхабаде.

Памятник в Ашхабаде.
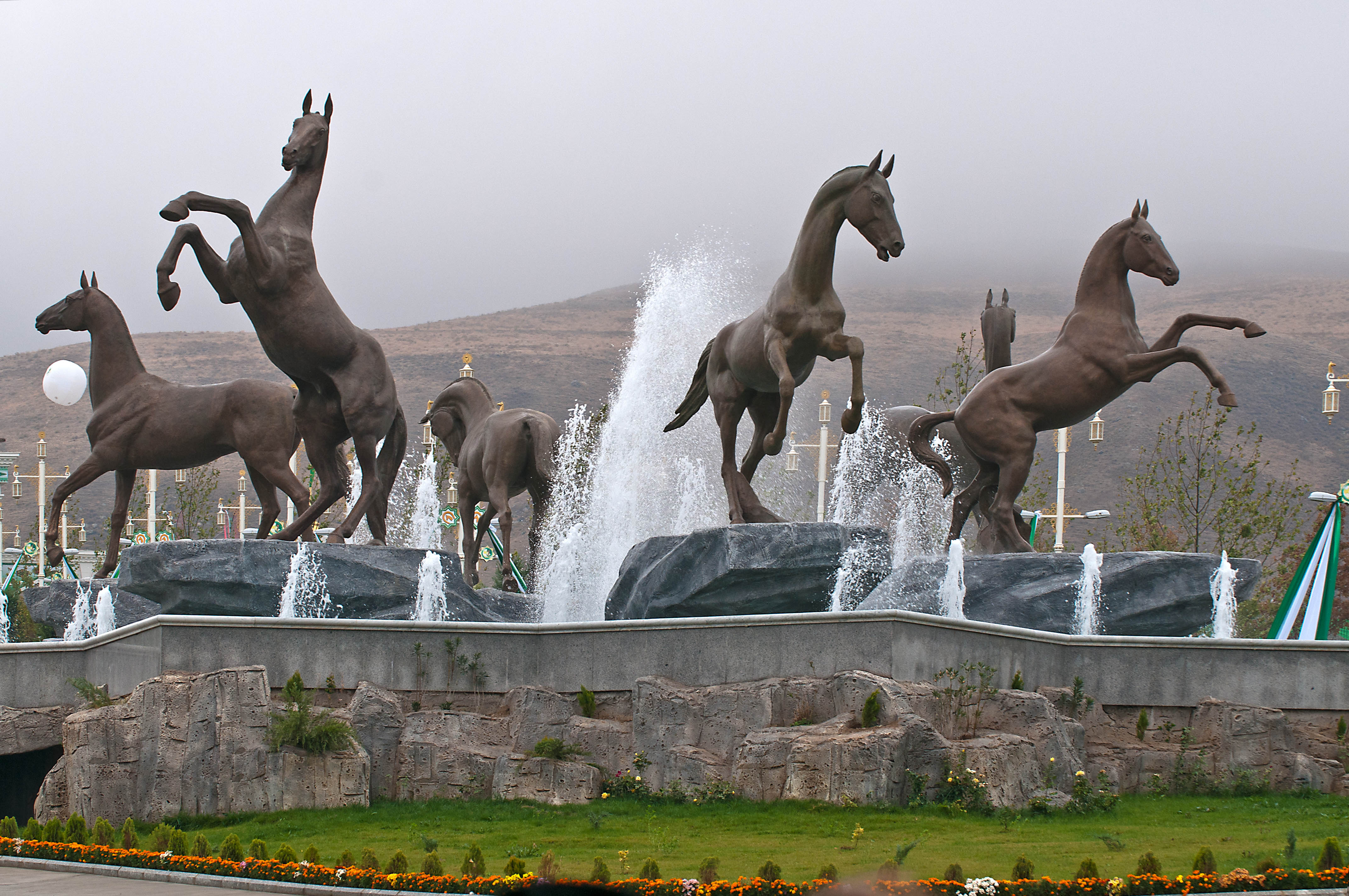
Памятник в Ахалском велаяте

## Ахалтекинская лошадь и Парад Победы
Долгое время считалось, что Г. К. Жуков принимал первый Парад Победы в 1945 году на известном ахалтекинце Арабе, потомке Бойноу. Образ маршала Жукова верхом на коне запечатлён в кино, живописи, скульптуре, на монетах и почтовых марках. В 1980-е годы возникла новая версия о коне Жукова: им был жеребец по кличке Кумир, рождённый в Терском конном заводе. В журнале «Конный мир» за 2005 год эта версия подвергалась сомнению, так как все лошади терской породы имеют характерное клеймо. В 2006 году сведения о терском жеребце Кумире подтвердились. Однако в 2010 году, в связи с военным парадом в Москве в честь 65-летия Победы в Великой Отечественной войне, в некоторых средствах массовой информации была снова распространена изначальная версия о коне маршала Жукова. В параде 2010 года принял участие ахалтекинский скакун Гырат, прямой потомок Араба, который якобы использовался на первом параде в 1945 году. По другим сообщениям, историки и участники легендарного события 1945 года обнаружили значительные различия в породах коней, участвовавших в этих двух парадах.

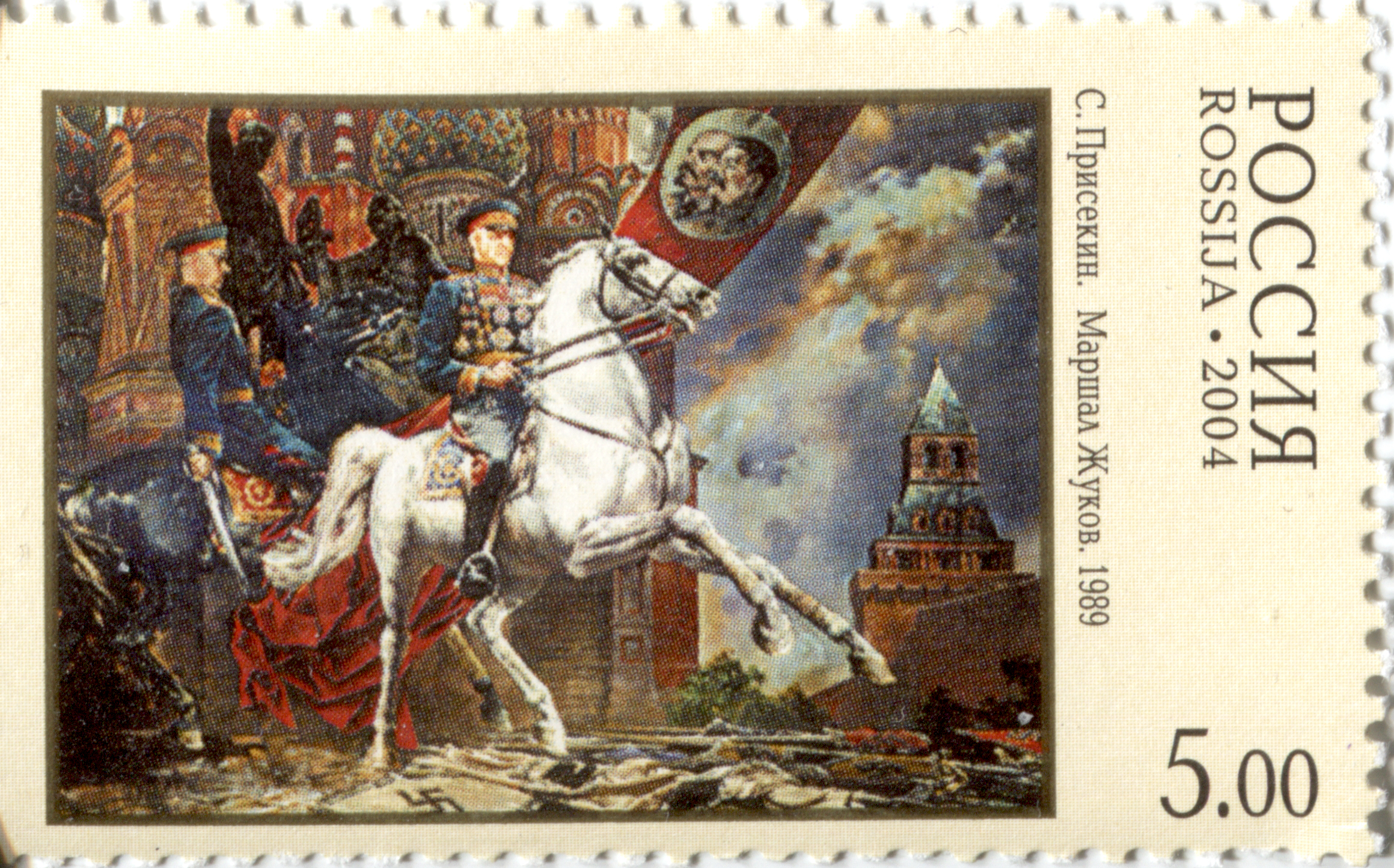
Почтовая марка России (2004): картина Сергея Присекина «Маршал Жуков» (1999)
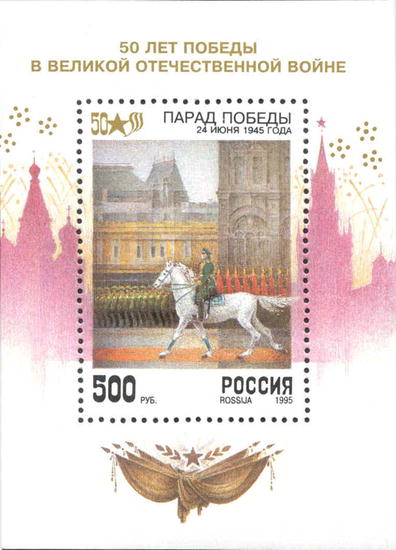
Почтовый блок России (1995): маршал Советского Союза Г. К. Жуков на Параде Победы
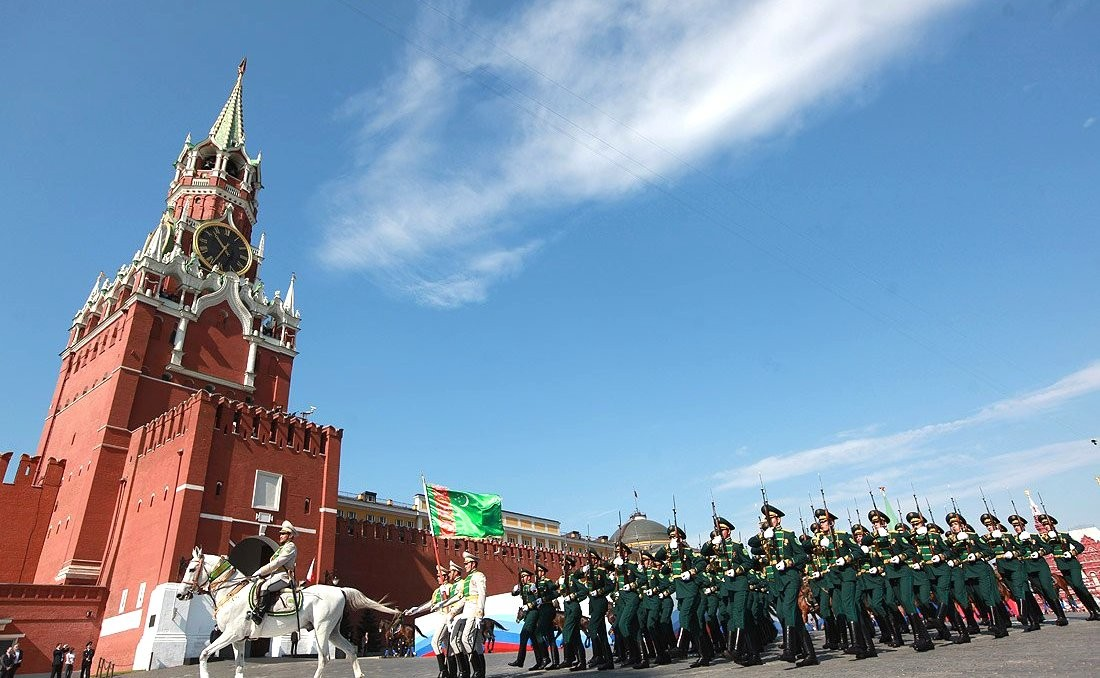
Прохождение почётного караула Вооруженных сил Туркменистана и ахалтекинца Гырата. Военный парад, посвящённый 65-летию Победы в Великой Отечественной войне. Москва, 9 мая 2010

Президент Туркменистана Г. М. Бердымухамедов на скакуне-ахалтекинце

## Конкурс красоты ахалтекинских коней
В ноябре 2012 года Президент Туркменистана Гурбангулы Бердымухамедов подписал постановление о проведении ежегодно в апреле Международного конкурса красоты ахалтекинских коней, посвящённого Дню туркменского скакуна. Был также учреждён конкурс среди художников, скульпторов, ковровщиц, ювелиров, фотографов, работников издательства, дизайнеров, телеоператоров на лучшее художественное изображение ахалтекинцев.